# Paul Krewer
Paul Krewer (Duisburg, Rin del Nord-Westfàlia 10 de juny de 1906 - Colònia, 2000?) va ser un ciclista alemany que fou professional entre 1926 i 1942. Es va especialitzar en el ciclisme en pista, concretament en el mig fons, on va guanyar tres medalles als Campionats del món.